# パストラール (ストラヴィンスキー)
『パストラール』（Pastorale）は、イーゴリ・ストラヴィンスキーの声楽曲。ニコライ・リムスキー＝コルサコフの監督下にあった1907年に作曲された。歌詞はなく、ヴォカリーズで歌われる。ウスティルーフ（今はウクライナ領）にあったストラヴィンスキー家の別荘において作曲され、恩師リムスキー＝コルサコフの令嬢ナジェージダに献呈された。  
ピアノによる単純なオスティナートと全音階的で平明な旋律を持ち、当時のストラヴィンスキーの他の曲が複雑な技巧を駆使しているのと対照的である。オスティナートは後のストラヴィンスキー作品の一大特徴をなすが、この時代では珍しい。リチャード・タラスキンによると、ワンダ・ランドフスカが1907年にロシアでチェンバロ演奏旅行を行っており、その影響を受けているのではないかという。

## 初演
セルゲイ・ゴロデツキーの詞に作曲した「春」とともに、リムスキー＝コルサコフの家で私的に公開された。ストラヴィンスキーがピアノを弾き、ナジェージダが歌った。ゴロデツキーの曲はリムスキー＝コルサコフの気にいらなかったが、パストラールは好評だった。
1907年12月27日（ユリウス暦）にサンクトペテルブルクの「現代音楽の夕べ」で、やはりゴロデツキーの「春」とともに公開初演され、イェリザヴェタ・ペトレンコが歌った。ストラヴィンスキーの曲が有料の演奏会で演奏されたのはこれが初めてだった。

## 編曲
原曲はソプラノとピアノ伴奏のために作曲されたが、後にストラヴィンスキーは、種々のアンサンブルのために幾たびかの編曲を行なっており、以下のような版が知られている。
- ソプラノとオーボエ、コーラングレー、クラリネット、バスーンのための版（1923年）
- ヴァイオリンとピアノのための二重奏版（1933年）
- ヴァイオリンとオーボエ、コーラングレー、クラリネット、バスーンのための版（1933年）[2]1933年の2つの版は、原曲よりも2分ほど長く、原曲の厳格な編曲というわけではない[6]。

ヴァイオリンとピアノのための版は、2年前に《ヴァイオリン協奏曲》を初演してくれたヴァイオリニスト、サミュエル・ドゥシュキンのために作成され、作曲者自身とドゥシュキンにより、1933年のうちに新版が初演された。
ほかにレオポルド・ストコフスキーによって管弦楽曲に編曲されている。

## 註
1. ↑  タラスキンによると、正確にはヴォカリーズではなくロシア語の「アウ」(Ау)という間投詞が歌詞になっている。Taruskin (1996) p.364
2. 1 2  http://www.mmguide.musicmatch.com/album/work_classical.cgi?WORKID=018941&TMPL=long&type=cl
3. ↑  Taruskin (1996) pp.365-368
4. ↑  Taruskin (1996) pp.352,364-365
5. ↑  Taruskin (1996) pp.381-382
6. 1 2  allmusic.com